# Franz Xaver Haberl
Franz Xaver Haberl (Oberellenbach, 12 d'abril de 1840 - Ratisbona, 5 de setembre de 1910) va ser un músic i sacerdot austríac, gran impulsor del cecilianisme a Alemanya.
Va fer els estudis eclesiàstics i fou ordenat sacerdot a Passau l'any 1862. Allà després va exercir de mestre de capella de la catedral i prefecte de música del seminari. Després va ser organista de l'Església de Santa Maria dell'Anima a Roma des de 1867 a 1870. En 1868 va fer una nova edició de l'Editio Medicea per interpretació de cant gregorià, temporalment reconeguda com a oficial per la Santa Seu. Des de 1871, va ser mestre de capella de la catedral de Ratisbona. Allí va fundar una escola de música sacra juntament amb Jacob i Michael Haller. A l'inici eren només tres alumnes, però aviat va aconseguir gran reputació i van arribar estudiants de tot Europa entre d'altres, Delfino Thermignon, Max Filke, Herman Baenerle, Ignaz Mitterer, i un jove Lorenzo Perosi, que va viatjar a Ratisbona el 1893 protegit pel comte Lurani Cernuschi.
Traduí, al castellà, en col·laboració del mestre mexicà José Guadalupe Velázquez, el Magister Choralis, famós llibre vers el cant gregorià escrit per ell.